# Flores (Chimborazo)
Flores ist eine Ortschaft und eine Parroquia rural („ländliches Kirchspiel“) im Kanton Riobamba der ecuadorianischen Provinz Chimborazo. Die Parroquia besitzt eine Fläche von 37,39 km². Die Einwohnerzahl lag im Jahr 2010 bei 4546. Die Parroquia wurde am 18. Januar 1919 gegründet.

## Lage
Der 3136 m hoch gelegene Hauptort Flores befindet sich 16 km südlich der Provinzhauptstadt Riobamba. Die Fernstraße E46 (Riobamba–Macas) führt an Flores vorbei. Das Verwaltungsgebiet hat eine Längsausdehnung in Nord-Süd-Richtung von 10,5 km. Im äußersten Süden reicht das Areal bis zum Río Chambo. 
Die Parroquia Flores grenzt im Norden an die Parroquia Punín, im Osten an die Parroquia Licto, im Süden an die Parroquias Cebadas und Guamote (beide im Kanton Guamote) sowie im Westen an die Parroquia Columbe (Kanton Colta). 